# 65e parallèle nord
.
Pour les articles homonymes, voir 65e parallèle.
En géographie, le 65e parallèle nord est le parallèle joignant les points de la surface de la Terre dont la latitude est égale à 65° nord.

## Géographie

### Dimensions
Dans le système géodésique WGS 84, au niveau de 65° de latitude nord, un degré de longitude équivaut à 47,176 km ; la longueur totale du parallèle est donc de 16 983 km, soit environ  42,4% de celle de l'équateur. Il en est distant de 7 211 km et du pôle Nord de 2 791 km,.
Comme tous les autres parallèles à part l'équateur, le 65e parallèle nord n'est pas un grand cercle et n'est donc pas la plus courte distance entre deux points, même situés à la même latitude. Par exemple, en suivant le parallèle, la distance parcourue entre deux points de longitude opposée est 8 492 km ; en suivant un grand cercle (qui passe alors par le pôle nord), elle n'est que de 5 582 km.

### Durée du jour
À cette latitude, le soleil est visible pendant 22 heures et 3 minutes au solstice d'été, et 3 heures et 35 minutes au solstice d'hiver.
L’insolation à 65◦Nord varie de manière forte et est visible à Anchorage (Alaska), Nuke (Groenland) Reykjavik, Oslo, Helsinki, où l'on note une variation très importante de l’insolation terrestre reçue, en particulier en été.

### Régions traversées
Pays traversés
- États-Unis (Alaska)
- Canada (passe pas les territoires du Yukon, du Nord-Ouest et du Nunavut, et par les îles Southampton et Baffin)
- Danemark via le  Groenland
- Islande
- Norvège (comté de Trøndelag)
- Suède (comté de Norrbotten)
- Finlande
- Russie